# 프레데릭스보르성

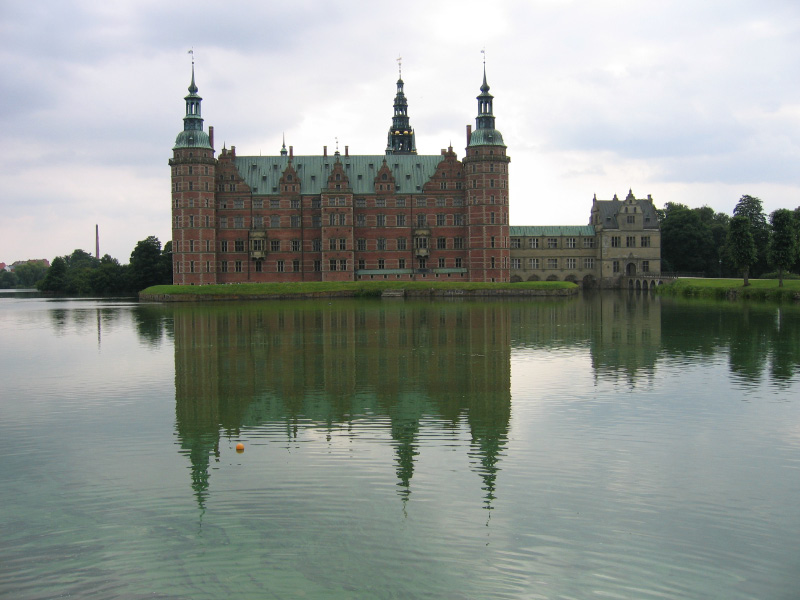
프레데릭스보르성

프레데릭스보르성(덴마크어: Frederiksborg Slot)은 덴마크 힐레뢰드에 있는 성이다. 스칸디나비아에서 가장 큰 르네상스 건축 양식의 성이다. 프레데릭스보르성 안에는 덴마크 국립역사박물관, 예배당, 대형 홀, 프레데릭스보르성 공원이 들어서 있다.
1560년 프레데리크 2세 국왕에 의해 건설되었으며 궁전의 이름 또한 여기서 유래된 이름이다. 1601년부터 1620년까지 크리스티안 4세 국왕의 명령을 받은 건축가인 한스 반 스테인빙컬(Hans van Steenwinckel), 로렌츠 판 스테인빙컬(Lorenz van Steenwinckel)에 의해 현재와 같은 성이 건설되었다. 네덜란드의 건축 양식을 선호했던 크리스티안 4세 국왕은 코펜하겐에 지어진 새 건축물에도 이와 같은 양식을 도입했다.
1648년 크리스티안 4세 국왕이 사망한 이후에는 덴마크 왕실의 주요 공식 행사에 사용되었으며 특히 절대주의 왕정 체제에서는 덴마크 왕실의 축성식, 대관식이 열렸다. 1720년에는 이 곳에서 프레데릭스보르 조약이 체결되면서 덴마크와 스웨덴 사이에 일어난 대북방 전쟁이 종식되었다.
1850년대에는 프레데리크 7세 국왕의 관저로 사용되었지만 1859년 12월 16일부터 12월 17일까지 국왕이 성에 체류하던 화재가 일어나면서 성 중심부에 있던 내장재의 대부분이 소실되었다. 덴마크에서는 프레데릭스보르성 재건을 위한 모금이 전개되었고 덴마크의 왕실과 국민들이 헌금에 동참했다. 칼스버그 맥주 양조장을 경영하던 자선가인 J. C. 야콥센(J. C. Jacobsen) 또한 성의 재건을 위한 자금을 제공했고 현재의 프레데릭스보르성에서 대부분을 차지하고 있는 덴마크 국립역사박물관 설립에 큰 역할을 했다.